# 日本キリスト宣教団
日本キリスト宣教団（にほんキリストせんきょうだん）は、スウェーデンのホーリネス系のキリスト教の団体である。
スウェーデン・ホーリネス教会は中国伝道に携わっていたが、中国の共産革命により、中国より撤退した。そして、1950年に福島県白河市で伝道を開始し、スウェーデン聖潔教団を称した。1965年(昭和40年)に教団を設立し、1958年に日本キリスト宣教団を改称した。
宇都宮市をはじめ、栃木県の伝道を重点的に行っている。

## 主な牧師
- 安食弘幸 - ゴスペルジェネレーション（Gospel Generation）のメッセンジャー（栃木県宇都宮市・峰町キリスト教会牧師）